# Schietschijfstroomrog
De Schietschijfstroomrog (Diplobatis ommata) is een kraakbeenvis, een soort uit het geslacht Diplobatis en de familie van de stroomroggen (Narcinidae) die voorkomt in het oostelijk deel van de Grote Oceaan van de kust bij Californië tot Ecuador (zie kaartje).

## Beschrijving
Het is een vrij kleine rog die hoogstens 25 cm wordt. Vrouwtjes worden bij een lengte van 18,5 cm geslachtsrijp, van mannetjes is dat niet bekend. De schietschijfstroomrog heeft afgeronde borstvinnen en buikvinnen. De borstvinnen overlappen de voorste rand van de buikvinnen. De kleur is overwegend lichtbruin van boven met heel veel stippels en vage, donkere strepen. Midden op het schijfvormige lijf zit een markante vlek die lijkt een de middenstip van een schietschijf, vandaar ook de Nederlandse naam.

De schietschijfstroomrog komt voor op een betrekkelijk geringe diepte (0-65 m) en wordt gemakkelijk gevangen omdat het een trage vis is. Net als bij alle andere bodembewonende soorten haaien en roggen vormt de visserij met bodemsleepnetten een bedreiging; de rog is bijvangst van de garnalenvisserij. Heel incidenteel wordt deze vis ook aangevoerd, maar er bestaat geen gerichte visserij op de schietschijfstroomrog. De garnalenvisserij is intensief binnen het gebied waar deze stroomrog voorkomt. De schietschijfstroomrog staat daarom als kwetsbaar (vulnerable) op de internationale Rode Lijst van de IUCN.

## Voetnoten
1. 1 2  (en) Schietschijfstroomrog op de IUCN Red List of Threatened Species.
2. ↑   de Carvalho, M.R., McCord, M.E. & Bizzarro, J.J. 2006. Diplobatis ommata. In: IUCN 2010. IUCN Red List of Threatened Species. Version 2010.1. <www.iucnredlist.org>.Downloaded on 01 April 2010.